# Hugo Peiter
Hugo Peiter (* 4. August 1892 in Gödenroth, Kreis Simmern; † 26. August 1978 in Hattingen) war ein deutscher Geodät, Oberbürgermeister der Stadt Herne und NSDAP-Gauamtsleiter in Westfalen-Süd.

## Leben
Hugo Peiter studierte nach dem Abitur im Jahre 1911 Geodäsie an der Rheinischen Friedrich-Wilhelms-Universität in Bonn und legte 1916 sein Staatsexamen ab. Von August 1914 bis November 1918 leistete er Kriegsdienst. Nach dem Kriege war er Landmesser beim Katasteramt Simmern sowie bei der Katasterverwaltung der Bezirksregierung Koblenz. Bevor er vom 1. September 1939 an zur Wehrmacht einberufen wurde, war er als Stadtlandmesser in Osnabrück und Amtsoberlandmesser in Hemer eingesetzt. Er war Kommandeur der Kriegskarten- und Vermessungsämter in Charkow und Stalino und wurde 1943 auf Betreiben des NSDAP-Gauleiters Westfalen-Süd durch „Führerentscheid“ als Major der Reserve aus der Wehrmacht entlassen und mit Zustimmung des Oberpräsidenten in das Amt des Oberbürgermeisters der Stadt Herne gebracht. 
Am 21. April 1945 wurde Peiter von den Amerikanern verhaftet und kam nach Frankreich in Kriegsgefangenschaft. Später war er im Internierungslager Recklinghausen-Hillerheide und in Staumühle interniert und wurde zunächst mit dem Vermerk „Provisional Category III“ entlassen und im anschließenden Entnazifizierungsverfahren zu einer Geldstrafe von 10.000 Reichsmark verurteilt und dann in die Kategorie V (Mitläufer) eingestuft.

## Politische Betätigung
1923 gehörte Peiter der Deutschvölkischen Freiheitspartei an, zum 1. August 1925 trat er der NSDAP bei (Mitgliedsnummer 16.557). Von 1930 bis 1933 war er stellvertretender Ortsgruppenleiter und Fachberater des NSDAP-Ortsgruppenleiters in Herne. Von 1933 bis 1938 als Ratsherr in Hemer tätig, war er auch Mitglied des Kreisausschusses und Erster Kreisdeputierter des Landkreises Iserlohn. Er war Vertreter des Landrats des Landkreises Iserlohn und Leiter des Amtes für Kommunalpolitik in der NSDAP-Kreisleitung Iserlohn. Vom 15. Mai 1938 an war er als Gauamtsleiter der NSDAP-Gauleitung Westfalen-Süd tätig.